# Thomas Ostwald

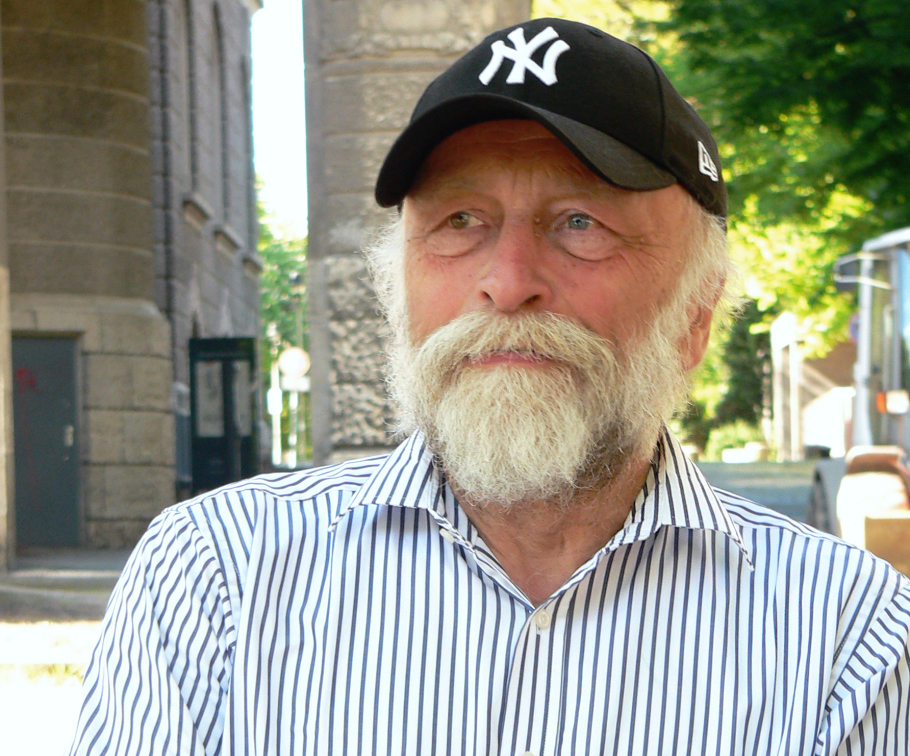
Thomas Ostwald (2018)

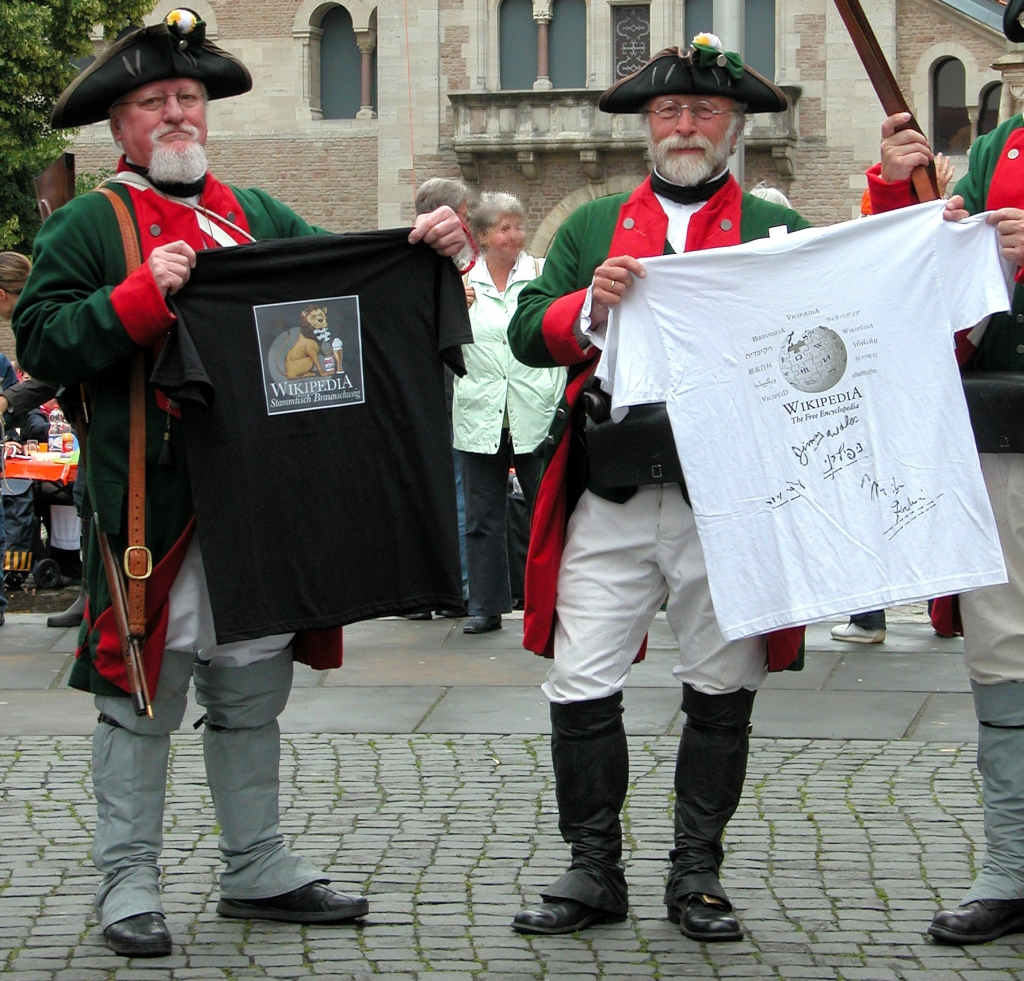
Ostwald (rechts) als Braunschweiger Jäger

Thomas Ostwald (* 26. Januar 1949 in Braunschweig) ist ein deutscher Literaturwissenschaftler, Autor und Verleger. Ostwald veröffentlicht auch unter dem Pseudonym Tomos Forrest.

## Leben
Mit seiner 1976 veröffentlichten Arbeit Friedrich Gerstäcker – Leben und Werk begründete er die neuere Gerstäcker-Forschung. Er ist seit der Gründung der Friedrich-Gerstäcker-Gesellschaft e. V. deren Vorsitzender und führte in seinem Geburts- und Wohnort Braunschweig das Gerstäcker-Museum. Das Museum wurde im Oktober 2016 nach 34 Jahren dauerhaft geschlossen.
Darüber hinaus engagierte sich Ostwald in den vergangenen 30 Jahren stark für den klassischen Abenteuer- und Reiseroman, gab eine eigene Zeitschrift zum Thema heraus und begründete die noch heute bestehende Zeitschrift Magazin für Amerikanistik (Wyk auf Föhr). Weitere Biographien folgten über Charles Sealsfield (Pseudonym von Karl Postl), Karl May und Jules Verne. Zusammen mit Wolfgang Bittner gab er eine sechsbändige Gerstäcker-Edition heraus, erschienen von 1987 bis 1990 im Union Verlag Stuttgart sowie parallel im Verlag Neues Leben und in der Büchergilde Gutenberg.
Ein weiteres Arbeitsgebiet Ostwalds ist die amerikanische Pioniergeschichte unter Berücksichtigung der Deutschen in Amerika. Dazu veröffentlichte er 1992 den Roman über die Braunschweiger Soldaten Auf unsers Carls Befehl, der das Schicksal der Subsidienregimenter während des Amerikanischen Unabhängigkeitskrieges schildert, das Tagebuch der Freifrau Riedesel sowie zahlreiche Berichte in verschiedenen Publikationen.
Als Tomos Forrest verfasst Ostwald historische Romane, u. a. die Serien Sir Morgan, der Löwenritter; Bolthar der Wikingerfürst; sowie Pastiches der Karl-May-Romane mit den May’schen Helden u. a.
Von 2014 bis 2019 führte Thomas Ostwald in Braunschweig mit 50 Laiendarstellern die von ihm geschriebenen Bühnenfassung der „Heinrich-der-Löwe-Sage“ auf. Nach einer Indoor-Variante folgten jeweils im Mai die Outdoor-Variante im Magniviertel in Braunschweig, bei der zum Abschluss jeweils am Pfingstmontag Heinrich-der-Löwe-Festspiele mittelalterlich Gewandete als Heinrich, Hofstaat und Bürger durch die Innenstadt zogen.

## Werke (Auswahl)
- Karl May, Leben und Werk. Graff, Braunschweig 1974, ISBN 3-87273-017-7.
- Jules Verne, Leben und Werk. Graff, Braunschweig 1978, ISBN 3-87273-025-8.
- Magazin für Abenteuer-, Reise- und Unterhaltungsliteratur. (Mehrteiliges Werk). Graff, Braunschweig 1978, DNB 780282574
- Sherlock Holmes. mit John Watson (Mehrteiliges Werk). Kibu, Menden/Sauerland 1983–1985, DNB 550821147.
- Friedrich Gerstäcker, Leben und Werk. Gerstäcker-Gesellschaft, Braunschweig 2007, ISBN 3-925320-09-1.
- Welfenkaiser Otto IV. Ed. Corsar, Braunschweig 2009, ISBN 3-925320-12-1.
- Mein Blutsbruder – Mörderjagd im Apachenland. Der Romankiosk, München 2020, ISBN 978-3-7502-5973-7.
- Mein Orient-Tagebuch – Der Löwe von Assur. Der Romankiosk, München 2020, ISBN 978-3-7529-4888-2.
- Regional-Krimis: Mordanschlag beim Lichtparcours. Der Romankiosk, München, ISBN 978-3-7529-5500-2

### BuchreiheSündenpfuhl Berlin 1928
- Magnus Behringer auf fremden Pfaden in Berlin, mit Guy Brant und Marten Munsonius. epubli, Berlin 2022, ISBN 978-3-7549-4368-7
- Unter Apachen und Blutsbrüdern, mit Guy Brant und Marten Munsonius. epubli, Berlin 2022, ISBN 978-3-7549-4396-0
- Berliner Kanalratten, mit Guy Brant. epubli, Berlin 2022, ISBN 978-3-7549-4449-3
- Der Mörder tanzt kein Kasatschok, mit Guy Brant. epubli, Berlin 2022, ISBN 978-3-7549-4450-9
- Geh nicht sanft in die ewige Nacht, mit Guy Brant. epubli, Berlin 2022, ISBN 978-3-7549-4451-6

## Weitere Aktivitäten
Seit 2008 bietet Ostwald im Schloss Richmond sowie in der Burg Dankwarderode in Braunschweig Erlebnisführungen an.